# Demolition (catch)
Pour les articles homonymes, voir Demolition et Démolition.
Palmarès
3 fois champion du monde par équipe de la WWF
1 fois champion par équipe de l'USA Xtreme Wrestling
Demolition est une équipe de catch (lutte professionnelle) composée d'Ax et de Smash.  
L'équipe se forme à la World Wrestling Federation (WWF) en 1987 avec Randy Colley sous les traits de Smash et ont Johnny V comme manager. Colley quitte la fédération peu de temps après et Barry Darsow le remplace, Mr. Fuji prend la suite de Johnny V quelques mois plus tard. Ils sont alors des heels et enchaînent les victoires face aux principales équipes de la WWF avant de devenir champion du monde par équipe de la WWF à WrestleMania IV. Leur premier règne est le plus long de l'histoire de ce titre avec 1 an, 3 mois et 21 jours.  
Ils changent d'attitude grâce aux réactions du public et Mr Fuji les trahit pour marquer son départ de l'équipe au cours des Survivor Series 1988. Ils détiennent ce titre une seconde fois ensemble. En 1990, Bill Eadie (qui incarne Ax Demolition) a des problèmes de santé et Crush devient le troisième membre. Ils ont un troisième et dernier règne de champion du monde par équipe de la WWF où on reconnait le trio comme champion en application de la Freebird rule.  
L'équipe se sépare en 1990 avec le départ de Bill Eadie de la fédération. Elle se reforme à partir de 2007 sur le circuit indépendant américain. 

## Carrière de l'équipe

### World Wrestling Federation (1987-1990)

#### Formation de l'équipe (1987)
Demolition se créé en début d'année 1987 en s'inspirant librement des Road Warriors, une équipe de catch populaire de la World Championship Wrestling, et des personnages de la saga Mad Max,. La WWF choisit Demolition comme nom pour incarner la peur et la menace. Bill Eadie y incarne Ax tandis que Randy Colley est Smash et ont Johnny V comme manager. Colley quitte la fédération peu de temps après pour des raisons financières et aussi parce qu'Eadie pense que les fans le reconnaissent et le trouve pas très bon dans les interviews. Barry Darsow le remplace alors. En avril, la WWF décide de changer le manger de l'équipe en mettant en scène une vente du contrat liant Demolition à Johnny V en faveur de Mr. Fuji le 12 avril ; ceci s'explique aussi par le ton trop comique des interviews des Johnny V,. Au cours de l'année, le duo enchaîne les victoires face à la plupart des équipes de la WWF que ce soit The Islanders (Haku et Tama), The Killer Bees (B. Brian Blair et Jim Brunzell) et la Can-Am Connection (Tom Zenk et Rick Martel).

#### Champions du monde par équipe (1988-1990)

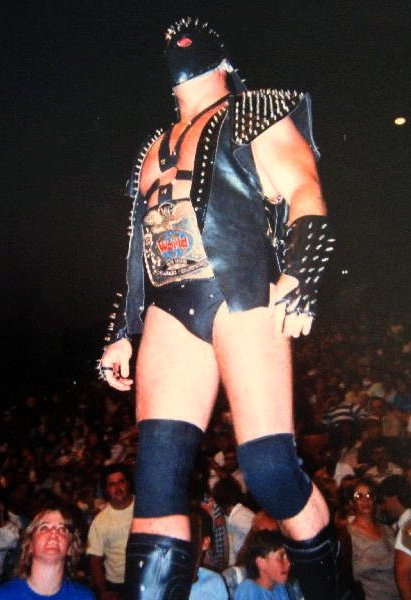
Ax avec la ceinture de champion du monde par équipe de la WWF.

Ces nombreuses victoire et la popularité du duo auprès du public pousse la WWF à faire de Demolition les challengers pour le championnat du monde par équipe détenu alors par Rick Martel et Tito Santana. Ce combat a lieu le 27 mars 1988 au cours de WrestleMania IV où Demolition remporte son premier championnat du monde par équipe de la WWF. Les British Bulldogs deviennent ensuite challenger pour le titre mais ils ne réussissent pas à battre Demolition que ce soit le 30 avril durant Saturday Night's Main Event ou le 31 juillet au cours du Wrestlefest,. L'Hart Foundation a ensuite sa chance mais encore une fois Demolition conserve les ceintures. Ax et Smash deviennent de plus en plus populaire et cela malgré le fait que la WWF scénarise leurs combats pour faire d'eux les « méchants »,. Ils deviennent alors des « gentils » le 24 novembre au cours des Survivor Series dans un match par équipe à élimination opposant l'équipe de Demolition (Boris Zhukov et Nikolai Volkoff, Arn Anderson et Tully Blanchard, Los Conquistadores (Conquistador Dos et Conquistador Uno) ainsi que Jacques et Raymond Rougeau) à celle des British Bulldogs (La Hart Foundation, The Barbarian et The Warlord, The Rockers et les Young Stallions) quand Mr. Fuji cause l'élimination par décompte à l'extérieur de l'équipe en faisant tomber Smash du ring. Juste après l'élimination, Mr Fuji frappe Ax avec sa canne avant que ce dernier ne lui inflige un bodyslam. The Barbarian et The Warlord deviennent les nouveaux clients de Fuji après l'avoir aidé à se relever, une rivalité se met en place entre les deux équipes qui s'affrontent au Madison Square Garden qui se termine sur une disqualification des deux équipes,. Ils s'affrontent à nouveau dans un match sans disqualification le 30 décembre qui se conclut sur un double décompte à l'extérieur.
La rivalité avec The Barbarian et The Warlord prend fin à WrestleMania V le 2 avril 1989 avec la victoire de Demolition dans un match à handicap auquel participe Mr. Fuji. Arn Anderson et Tully Blanchard tentent ensuite de mettre fin à ce règne au cours du Saturday Night’s Main Event du 27 mai où Ax provoque la disqualification de l'équipe pour garder le titre. C'est cependant Anderson et Blanchard qui mettent fin à ce premier règne qui est le plus long de l'histoire de championnat du monde par équipe de la WWF le 18 juillet au cours de l'enregistrement de Saturday Night’s Main Event du 29 dans un match au meilleur des trois tombés ; à noter qu'en fin de combat André The Giant aide Anderson et Blanchard en leur donnant une chaise qu'ils utilisent sur Smash. L'intervention du français donne lieu à un match par équipe de trois où Demolition et King Duggan parviennent à vaincre André the Giant, Akeem et le Big Boss Man. 
Ils récupèrent le titre de champion du monde par équipe le 2 octobre après leur victoire sur Anderson et Blanchard au cours de l'enregistrement de WWF Superstars diffusé le 4 novembre,. Le 13 décembre au cours de l'enregistrement de WWF Superstars du 30 décembre, Demolition perd le championnat du monde par équipes après leur défaite face à André The Giant et Haku,. Ils sont une troisième fois champions du monde par équipes le 1er avril 1990 durant WrestleMania VI en battant André The Giant et Haku. 
Ax et Smash partent au Japon avec des catcheurs de la WWF et gagnent un match face à André The Giant et Giant Baba lors du Wrestling Summit le 13 avril. De retour aux États-Unis, Bill Eadie (qui incarne Ax) est victime d'un choc anaphylactique après avoir mangé des crevettes. Brian Adams intègre l'èquipe sous le nom de Crush et Demolition utilise la Freebird rule permettant à Crush d'être lui aussi champion par équipes. Ils défendent leur titre avec succès le 16 juillet lors de Saturday Night’s Main Event face à The Rockers.

## Palmarès
- USA Xtreme Wrestling (UXW)
  - 1 fois champion par équipe de l'UXW[29]

- World Wrestling Federation (WWF)
  - 3 fois champion du monde par équipe de la WWF[30]

## Récompenses des magazines et distinctions
- Cauliflower Alley Club (en)
  - Prix de l'équipe (2015)[31]

- Pro Wrestling Illustrated
  - 3e équipe de l'année en 1988, 2e équipe de l'année en 1989 et 1990[32]

- Pro Wrestling Report
  - Prix pour l'ensemble de leur carrière (2010)[33]
  - Membres du Hall of Fame (promotion 2013)[33]